# Суха (Поморське воєводство)
Суха (пол. Sucha, нім. Friedrichsthal) — село в Польщі, у гміні Суленчино Картузького повіту Поморського воєводства.
Населення — 96 осіб (2011).
У 1975-1998 роках село належало до Гданського воєводства.

## Демографія
Демографічна структура станом на 31 березня 2011 року:
|          | Загалом | Допрацездатний вік | Працездатний вік | Постпрацездатний вік |
| -------- | ------- | ------------------ | ---------------- | -------------------- |
| Чоловіки | 50      | 16                 | 29               | 5                    |
| Жінки    | 46      | 13                 | 23               | 10                   |
| Разом    | 96      | 29                 | 52               | 15                   |